# Sally Fox
Pour les articles homonymes, voir Fox.
Sally Fox, née Cherniavsky (30 décembre 1929-25 février 2006), est une photographe américaine, une collectionneuse d'art et une éditrice. Elle a travaillé comme photographe, coordinatrice et éditrice d'images pour Houghton Mifflin et est connue pour ses collections d'images touchant l'histoire des femmes, qu'elle a publiées dans les années 1980,.

## Biographie

### Jeunesse
Cherniavsky naît en 1929 à Hollywood, en Californie, aux États-Unis. Ses parents sont Joseph Cherniavsky et Lara (née Lieberman), des musiciens juifs qui ont émigré aux États-Unis depuis l'Union soviétique pendant la guerre civile russe,. Sa famille retourne rapidement à New York, où elle a vécu auparavant ; leur séjour à Hollywood est relativement court,. Elle grandit à New York et fréquente la High School of Music & Art (en), puis obtient une licence en peinture et histoire de l'art au Queens College, en 1950.

### Carrière

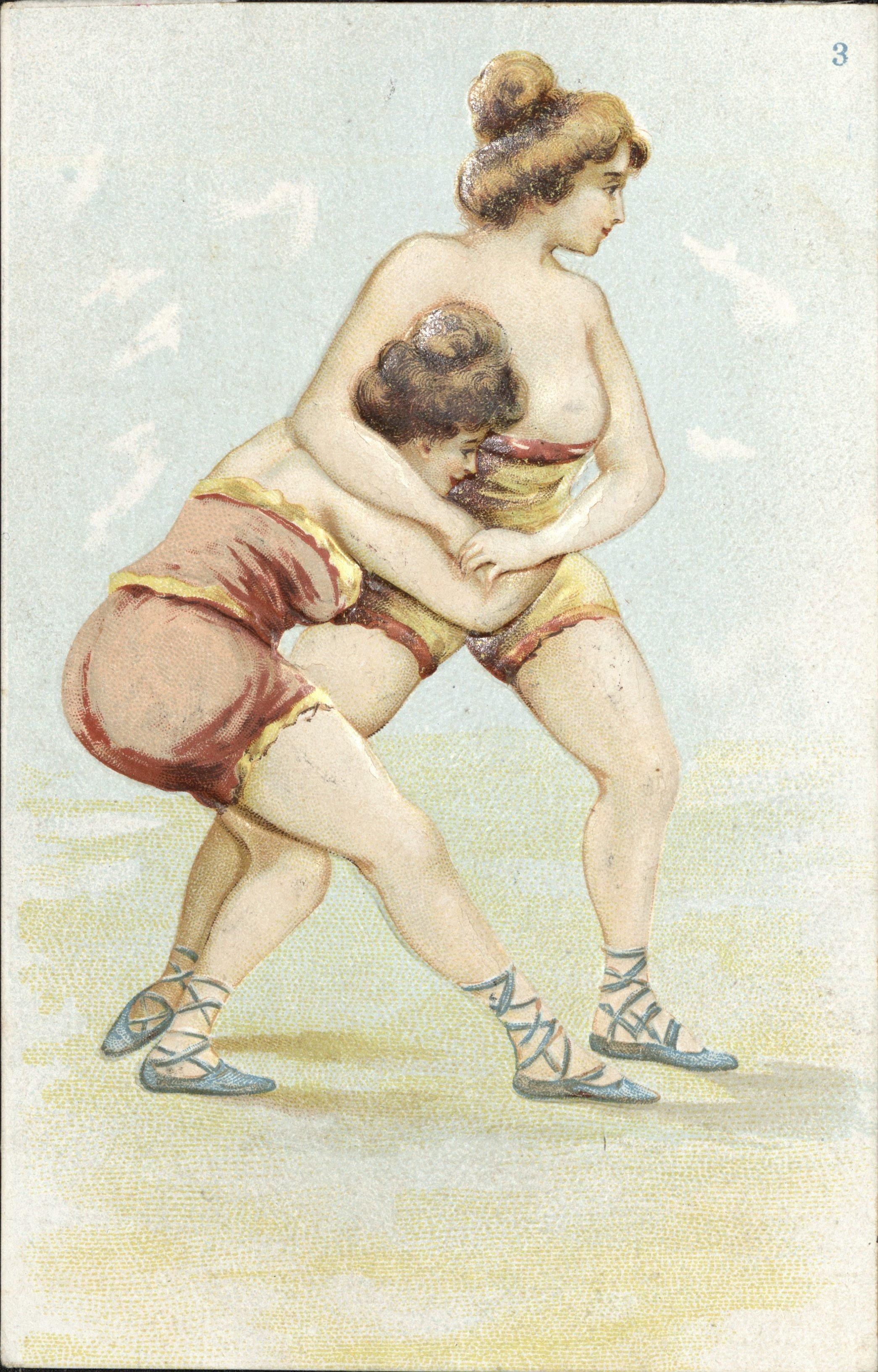
Illustration issue de la collection de Sally Fox (femmes lutteuses - Bibliothèque Schlesinger sur l'histoire des femmes en Amérique).

Après son diplôme, elle commence à travailler comme assistante du bibliothécaire et du directeur de la publicité du Museum of Modern Art, puis aux Archives of American Art. Elle épouse le biologiste Maurice Sanford Fox (en), à Manhattan, en 1955. Ils quittent New York pour le Massachusetts, en 1962 où Maurice occupe un poste d'enseignant au Massachusetts Institute of Technology. Au début des années 1970, elle commence à travailler comme photographe indépendante pour Houghton Mifflin. Elle est finalement promue coordinatrice de la recherche d'images et rédactrice d'images au sein de la société.
En 1981, alors qu'elle planifie un voyage de plusieurs mois à Paris, où Maurice doit enseigner pendant un semestre, une amie lui montre une carte postale de la Bibliothèque nationale de France qui présente une représentation historique d'une femme sculpteur en train de sculpter une statue,. Elle est fascinée et, pendant son séjour en Europe, elle essaie de trouver d'autres représentations historiques de femmes dans les collections de la Bibliothèque nationale, de la British Library et d'autres collections,. Elle s'intéresse particulièrement aux illustrations de femmes aux loisirs et au travail, et finit par constituer une collection de plusieurs milliers de pièces. 
Elle pense que de telles images historiques de femmes peuvent donner une image plus précise de la vie des femmes à d'autres époques que l'histoire écrite qui les exclue ou déforme leur vie,,. En 1984, elle quitte son rôle d'éditrice d'images chez Houghton-Mifflin pour se consacrer davantage à son projet d'images historiques. En 1985, elle a rassemblé suffisamment d'images pour pouvoir les publier dans plusieurs ouvrages. Le premier est intitulé The Medieval Woman. An Illuminated Book of Days (1985), qui s'est finalement vendu à plus de 300 000 exemplaires, suivi de The Victorian Woman. A Book of Days (1987), suivi de Medieval Women. An Illuminated Address Book (1988) et The Sporting Woman. A Book of Days (1989). 
Dans les années 1990, avec le soutien du Sports Museum of New England, une partie de sa collection est transformée en une exposition itinérante intitulée The Sporting Woman : InSights from the Past,,, qui est présentée dans divers musées et universités des États-Unis. En 2005, elle fait don de la plupart de ses collections d'images à la bibliothèque Schlesinger de l'université Harvard.

### Décès
Sally Fox meurt en 2006 à Cambridge, dans le Massachusetts.

## Publications
- (en) The Medieval Woman : An Illuminated Book of Days, Little Brown & Company, 1985, 120 p. (ISBN 978-0-8212-1587-6).
- (en) The Victorian Woman : A Book of Days, Little Brown & Company, 1987, 132 p. (ISBN 978-0-8212-1646-0).
- (en) Medieval Women : An Illuminated Address Book, Little Brown & Company/New York Graphic Society, 1988, 134 p. (ISBN 978-0-8212-1700-9).
- (en) The Sporting Woman : A Book of Days, Little Brown & Company, 1989, 108 p. (ISBN 978-0-8212-1739-9).